# Горки (село, місто Клин)
Горки — село у складі міського поселення Клин Клинського району Московської області Російської Федерації. У Клинському районі є ще одне село з такою ж назвою.

## Розташування
Село Горки входить до складу міського поселення Клин, воно розташовано на березі річки Жорновка Найближчі населені пункти Сохино, Стреглово, Чайковського, Никитське. Найближча залізнична станція Фроловське.

## Населення
Станом на 2010 рік у селі проживало 106 людей